# Cour du Ginkgo
La cour du Ginkgo est une voie du 12e arrondissement de Paris, en France.

## Situation et accès
La cour du Ginkgo est une voie privée située dans le 12e arrondissement de Paris. Elle débute au 16, place du Bataillon-du-Pacifique et se termine au 11, boulevard de Bercy.

## Origine du nom
Cette cour était plantée d'un ginkgo, arbre originaire de Chine à feuilles en éventail, considéré en Extrême-Orient comme un arbre sacré, d'où ce choix.

## Historique
Cette cour, provisoirement dénommée « voie AU/12 », reçut son nom actuel par un décret ministériel du 12 juillet 1985.